# Grußformel (Gesprochene Sprache)
Die Grußformel gehört zu den Routineformeln des Phraseologismus. Sie ist eine Wortgruppe (Formel), welche eine kommunikative Beziehung zwischen mindestens zwei Gesprächspartnern im Rahmen der Begrüßung signalisiert. Jede geschriebene oder gesprochene Sprache liefert das nötige sprachliche Inventar zur Bildung von Gruß- oder Abschiedsformeln. Dadurch unterscheidet man formal zwischen mehr gestischen Grußäußerungen und versprachlichten bzw. verschriftlichten Grußformeln in der zwischenmenschlichen Interaktion.
Als elementare Mittel kommen Prozeduren zum Einsatz oder meist formelhafte Phrasen. Das deutsche „Hallo!“ und das englische „hi!“ sind typische Prozeduren, also sprachliche Handlungseinheiten, welche unter der Stufe des Sprechaktes angesiedelt sind. Im Falle der Grußformel sind sie inhaltslos, genügen sich selbst und steuern doch den Hörer. (auch: Die bei der Grußformel angewendeten Prozeduren weisen also keinen propositionalen Gehalt auf und haben nach Bühler einen expeditiven und selbstsuffizienten Charakter.)
Der Einsatz von Redewendungen wiederum übermittelt zwar Inhalte auf der semantischen Ebene, doch unterliegt der Sprecher nicht zwingend der ansonsten beim (illokutionären) Sprechakt voraussetzbaren Bedingung der Aufrichtigkeit. So muss ein als Gruß gesprochenes „Geht es Dir gut?“ nicht unbedingt von der Sorge des Sprechers um den Angesprochenen beseelt sein. Die Grußformeln sind in der Regel wohlmeinende Wünsche, Fragen nach dem Befinden oder andere positive idiomatische Wendungen, welche nach Bedarf mit einer bestimmten Anredeform verknüpft werden wie etwa bei „Guten Abend, Herr Huber“.
Die adäquate Beendigung des Kontaktes ist ebenso wichtig wie die Aufnahme und damit wichtiger Bestandteil des phatischen Akts. Dafür steht den Aktanten wiederum ein reichhaltiges Arsenal an Abschiedsformeln für die Verabschiedung zur Verfügung.
Früher gehörten recht ausgearbeitete Sequenzen zum gepflegten Umgang. Grußanrede und Verabschiedung waren streng geregelt. Jedem der Kommunikationspartner waren in einem standardisierten System feste Teilformeln zugewiesen, welche vor allem von seinem sozialen Rang definiert waren. Regelbewusste Unterhändler waren nötig, wenn verschiedene Gruppen der sozialen Hierarchie untereinander in Kontakt traten. Im Bereich der Korrespondenz erledigten Schriftsteller die Einhaltung der Regeln.

## Beispiele
Grußformeln (zum Teil regional)
- Ganztägig:
  - Wie steht's? (Wie gehts, wie stehts? Häufig in der Umgangssprache verwendete Redewendung zur Begrüßung)
  - Wohin des Wegs?
  - „Hallo!“-Varianten:
    - Hallole, Halloele, Hallöchen, Hallihallohallöle (umgangssprachlich, regional)

  - Grüß Gott! In Bayern, Baden, Schwaben und Österreich genutzte Begrüßung
  - Gott zum Gruße!
  - Diener! Begrüßung auf Itzgründisch (südl. Thüringen)
  - Habe die Ehre (Madame)! (In Filmen auch Aufforderung zum Tanz)
  - Servus! (In Altbayern, Schwaben und Österreich - Begrüßungs- in Altbayern und Österreich - Abschiedsformel), salopp auch ser's, seas
  - Sei mir gegrüßt! (Ave!)
  - Griaß Di! (umgangssprachlicher Ausdruck in Altbayern und Österreich)
  - Gude! (umgangssprachlicher Ausdruck, verhältnismäßig häufig in Hessen)
  - Jo! oder auch nur „oh“ (umgangssprachlicher Ausdruck, Verwendung im Rheingau)
  - Guten! (umgangssprachlicher Ausdruck, Gouden eher Plattdeutsch (moselfränkisch), wobei hier bei der Aussprache geachtet werden muss, dass „ou“ als sehr kurzes O dafür längeres U zu sprechen und die letzte Silbe nur kurz zu sprechen. Sie wird also eher verschluckt.)
  - Moin (Einzelheiten und Belege siehe dort), regional Ganztagesgruß, teilweise auch Abschiedsgruß, in anderen Regionen nur Morgengruß, Etymologie unklar, belegt 1828 im Berliner Conversations-Blatt für Poesie, Literatur und Kritik. Varianten und andere Schreibweisen sind unter anderen:
    - Mojn
    - Moins
    - Meun
    - Moin Moin (Moinmoin, Moimoin u. a.)
    - Moiën, Moien, Mojen
    - Moin zäme, Moins zäme, Moi zäme
    - Moinsen
    - Moiner, Moiners

  - Grüezi oder auch Grüezi miteinand' / Grüessech (mitenang) (schweizerische Begrüßung)
  - Glück auf! (in Bergbauregionen, auch allgemein verwendet)
  - Glück zu! ist die traditionelle Grußformel der Müller (Beruf)
  - Berg frei! (Bergsteiger, v. a. in den Naturfreunde-Vereinen[1])

- ganztägige Grußformeln mit „Heil“ (deutsche Übersetzung von „Salve!“) als Bestandteil:
  - Waidmanns Heil! (Jäger)
  - Berg Heil! (Bergsteiger, v. a. in den deutschsprachigen Alpenvereinen)
  - Ski Heil! (Skifahrer)
  - Petri Heil! (Fischer und Angler)
  - Heil!
  - Im Dritten Reich verwendet, heute u. a. in Deutschland und Österreich verboten:
    - Heil Hitler!
    - Sieg Heil!

- morgens
  - Guten Morgen!
  - frz. Bonjour, monsieur!

- mittags
  - Gesegnete Mahlzeit!
  - Mahlzeit!
  - Guten Appetit, verballhornt guten Appe!

- mittags und nachmittags
  - Guten Tag!
  - Tach!
  - Tag!

- abends
  - Guten Abend!
  - ’n Abend! Kurzform von Guten Abend, wurde von den Mainzelmännchen auch zum Einläuten des Abendprogramms genutzt.

- Fremdsprachlich
  - Salve
  - Aloha!
  - Salü! Salut! (Französische Grußformel zur Begrüßung und Verabschiedung; auch in der Deutschschweiz, im Saarland und in Südbaden weitverbreitet (sali))
  - Hi!
  - Ahoi!
  - Ciao (ital.) (Variante: tschou, tschau, tschiau, ciau)
  - Salaam! (arab.), hebr. Schalom! : Friede (sei mit dir)!
  - griech. kala isä? (= Geht's dir gut?)
  - Beautiful morning, isn't it?
  - griech Χαίρετε. „Freut euch!“ (Sg.: Χαίρε) Gruß- und Abschiedsformel
  - Hoi (Schweiz/Liechtenstein)
  - ¿qué onda? ke ohnda (Eine Grußformel in Mexiko zur Begrüßung von jungen Leuten)
  - saluton! (Esperanto)

- Gruppenspezifisch (Beispiele)

siehe: Standesgrüße